# Tennis World Tour
 (mars 2018).
Si vous disposez d'ouvrages ou d'articles de référence ou si vous connaissez des sites web de qualité traitant du thème abordé ici, merci de compléter l'article en donnant les références utiles à sa vérifiabilité et en les liant à la section « Notes et références ».
Tennis World Tour est un jeu vidéo de tennis, développé par Breakpoint Studio et édité par Bigben Interactive. Il est sorti le 22 mai 2018 en Europe sur PlayStation 4, Xbox One, Nintendo Switch et Microsoft Windows. De nombreux joueurs connus du circuit ATP sont annoncés, comme Roger Federer, Stan Wawrinka, ou encore Grigor Dimitrov.
Le jeu sera utilisé lors du tournoi virtuel de Madrid du 27 au 30 avril 2020, ce tournoi remplaçant le Masters 1000 de Madrid, annulé à cause de la pandémie de Covid-19.

## Système de jeu

### Modes de jeu
Le jeu compte différents modes de jeu : 
- Un mode carrière ou l’on crée son joueur
- Un mode « match d’exhibition » ou l’on choisit des joueurs pour jouer en simple ou en double
- Un mode « Tennis School », une sorte d'entraînement
- Un mode « Legends » en bonus avec John McEnroe et André Agassi

### Nouveautés
Une grosse nouveauté arrive sur Tennis World Tour, les cartes de compétence : avant chaque match, chaque joueur devra en choisir quatre. Il y aura également la gestion de la fatigue, des fuseaux horaires, et surtout des blessures. Contrairement à son prédécesseur Top Spin 4, en mode carrière on ne pourra pas faire tous les matchs à cause des risques de blessure.

## Joueurs
Joueurs du circuit ATP
- Roger Federer
- Gaël Monfils
- Rafael Nadal
- David Goffin
- John Isner
- Karen Khachanov
- Thanasi Kokkinakis
- Lucas Pouille
- Richard Gasquet
- Fabio Fognini
- Nick Kyrgios
- Alexander Zverev
- Dominic Thiem
- Grigor Dimitrov
- Milos Raonic
- Stanislas Wawrinka
- Roberto Bautista-Agut
- Kyle Edmund
- Jérémy Chardy
- Chung Hyeon
- Frances Tiafoe
- Taylor Fritz
- Elias Ymer
- Michael Mmoh
- Stéfanos Tsitsipás

Joueuses du circuit WTA
- Garbiñe Muguruza
- Angelique Kerber
- Caroline Wozniacki
- Madison Keys
- Eugenie Bouchard
- Kristina Mladenovic

Légendes
- John McEnroe
- André Agassi

## Ambassadeur du jeu
Divers joueurs et joueuses figurent sur la pochette du jeu selon les pays. Voici les joueurs qui sont sur les jaquettes :
- International : Roger Federer, Stanislas Wawrinka, Eugenie Bouchard
- En France : Roger Federer, Lucas Pouille, Gaël Monfils
- Aux États-Unis : Roger Federer, John Isner, Madison Keys
- En Australie : Roger Federer, Nick Kyrgios, Eugenie Bouchard
- En Espagne : Roger Federer, Garbiñe Muguruza, Roberto Bautista-Agut
- En Belgique : Roger Federer, David Goffin, Eugenie Bouchard
- En Italie : Roger Federer, Fabio Fognini, Eugenie Bouchard
- En Autriche et Suisse : Roger Federer, Dominic Thiem, Eugenie Bouchard

## Édition Légende
L'édition Légende proposée en exclusivité chez Micromania sur la Nintendo Switch ajoute 8 bonus dont les deux premiers sont aussi les bonus de précommande :
- André Agassi jouable, ainsi que sa tenue de 1995
- La raquette Wilson Pro Staff 97RF de Roger Federer, disponible dans le mode Carrière
- John McEnroe jouable, ainsi que sa tenue de 1990
- La raquette Wilson Pro Staff 97, disponible dans le mode Carrière
- Un entraîneur exclusif procurant un bonus d’expérience
- Un titre « légende » pour le mode multijoueur
- 5 cartes d’aptitude
- La tenue Nike « Printemps 2018 » de Roger Federer, disponible dans le mode Carrière
- Un pack « Tennis World Tour Roland Garros Édition » est prévu à sortir le 25 mai[Quand ?], comportant les courts Philippe Chatrier, Suzanne Lengelen et Simonne Mathieu.

## Accueil
Le jeu reçoit des critiques très négatives à son lancement. Ses animations ratées, son gameplay redondant et poussif, ses graphismes datés ainsi qu'un mode online injouable en font un des pires jeux de tennis jamais développé selon la communauté.
BigBen Interactive avouera par la suite que le jeu n'était terminé « qu'à 20% à quelques semaines de sa sortie », sorti en catastrophe pour coïncider avec la tenue du tournoi de Roland-Garros 2018. La communication étant inexistante, le jeu continue à recevoir des critiques de la communauté.
- Canard PC : 4/10[6]
- Jeuxvideo.com : 9/20[7]